# Edith Somerville
Edith Anna Œnone Somerville, nom de plume E. Œ. Somerville, née le 2 mai 1858 et morte le 8 octobre 1949, est une romancière, peintre et musicienne irlandaise autrice d'une série de romans co-écrit avec sa cousine et compagne Violet Florence Martin. Ensemble, sous le pseudonyme de "Somerville and Ross", elles ont publié une série de quatorze histoires et romans, dont les plus populaires sont The Real Charlotte et Some Experiences of a Irish RM.

## Jeunesse et éducation

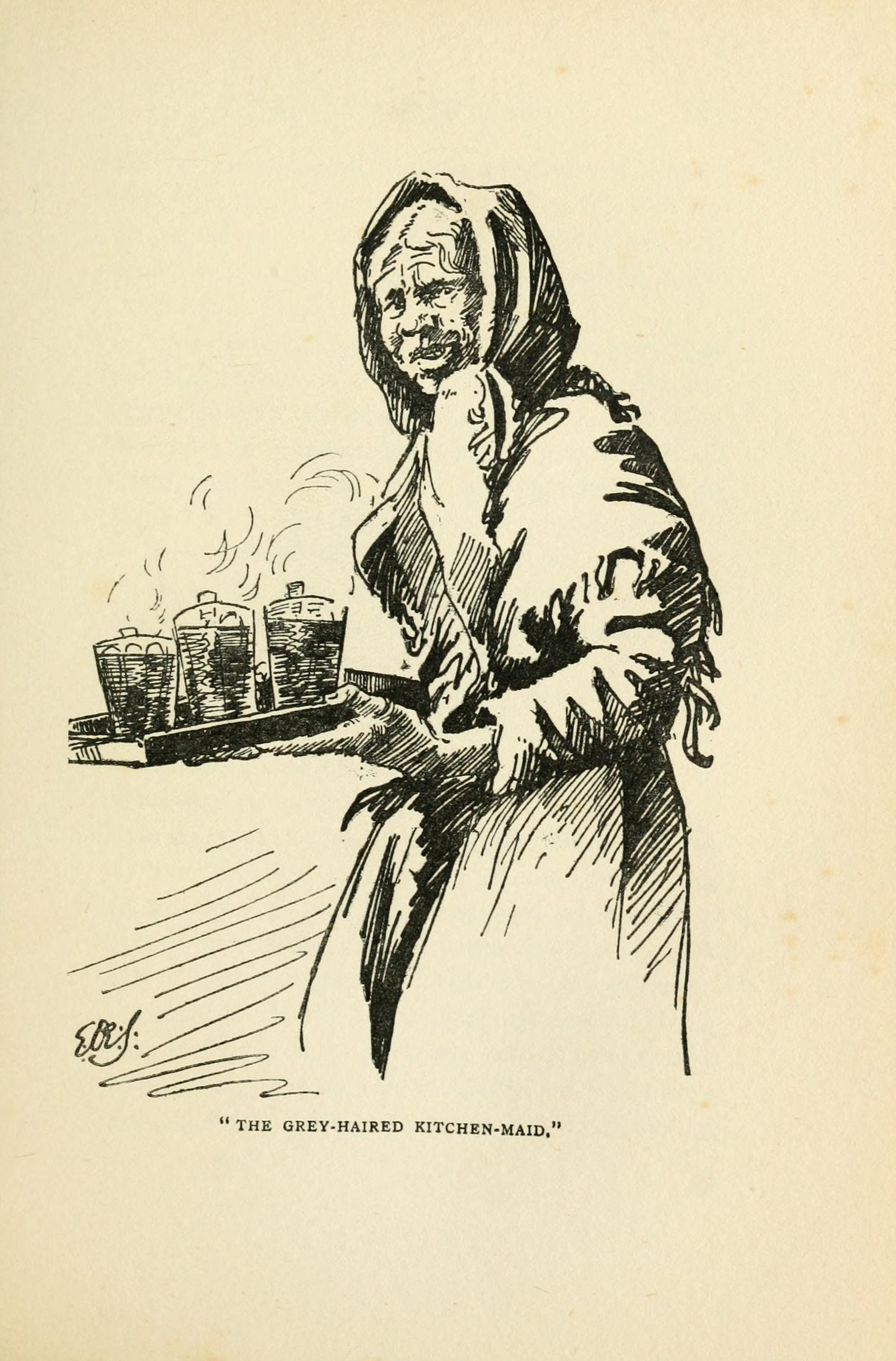
Illustration d'Edith Somerville dans All on the Irish Shore (1910).

Aînée de huit enfants, Edith Anna Œnone Somerville naît le 2 mai 1858 sur l'île de Corfou, qui faisait alors partie de la République des îles Ioniennes, un protectorat britannique où son père est stationné. Un an plus tard, son père prend sa retraite à Drishane (Castletownshend, Comté de Cork), où Somerville grandit. Après une éducation primaire à la maison, elle fréquente l'Alexandra College de Dublin. Passionnée de peinture et d'équitation, elle se rend à Paris en 1884 pour le premier de plusieurs voyages afin d'étudier l'art à l'Académie Colarossi et à l'Académie Delécluse, puis passe un trimestre à la Westminster School of Art dans le Dean's Yard de Westminster.    

## Collaboration avec Violet Martin
Violet Martin et Edith Somerville sont cousines au deuxième degré. Elles se rencontrent le 17 janvier 1886 à Castletownshend puis deviennent compagnes et partenaires littéraires. Martin rejoint Somerville à Paris en 1887 où elles travaillent sur leur première œuvre commune The Buddh Dictionary. Elles partagent une maison à Drishane, dans le comté de Cork.  
Leur premier roman, An Irish Cousin, paraît en 1889, sous les noms de Geilles Herring (du nom de jeune fille de son ancêtre, l'épouse de Sir Walter de Somerville de Linton et Carnwath) et de Martin Ross (nom de plume de Violet Martin). Leurs livres suivant seront publiés sous le nom de "Somerville and Ross".  
En 1891, elles visitent la province de Bordeaux, Fanny Curry les invite a venir à Londres et à rejoindre la Women’s Liberal Unionist Society. Après un voyage en 1893 au Pays de Galles puis au Danemark, James B. Pinker devient l'agent littéraire du couple. 
En 1898, Somerville part peindre à la Colonie artistique d'Etaples, accompagnée de Violet. Là, elles profitent de leur séjour pour écrire les histoires rassemblées plus tard dans Some Experiences of a Irish RM.

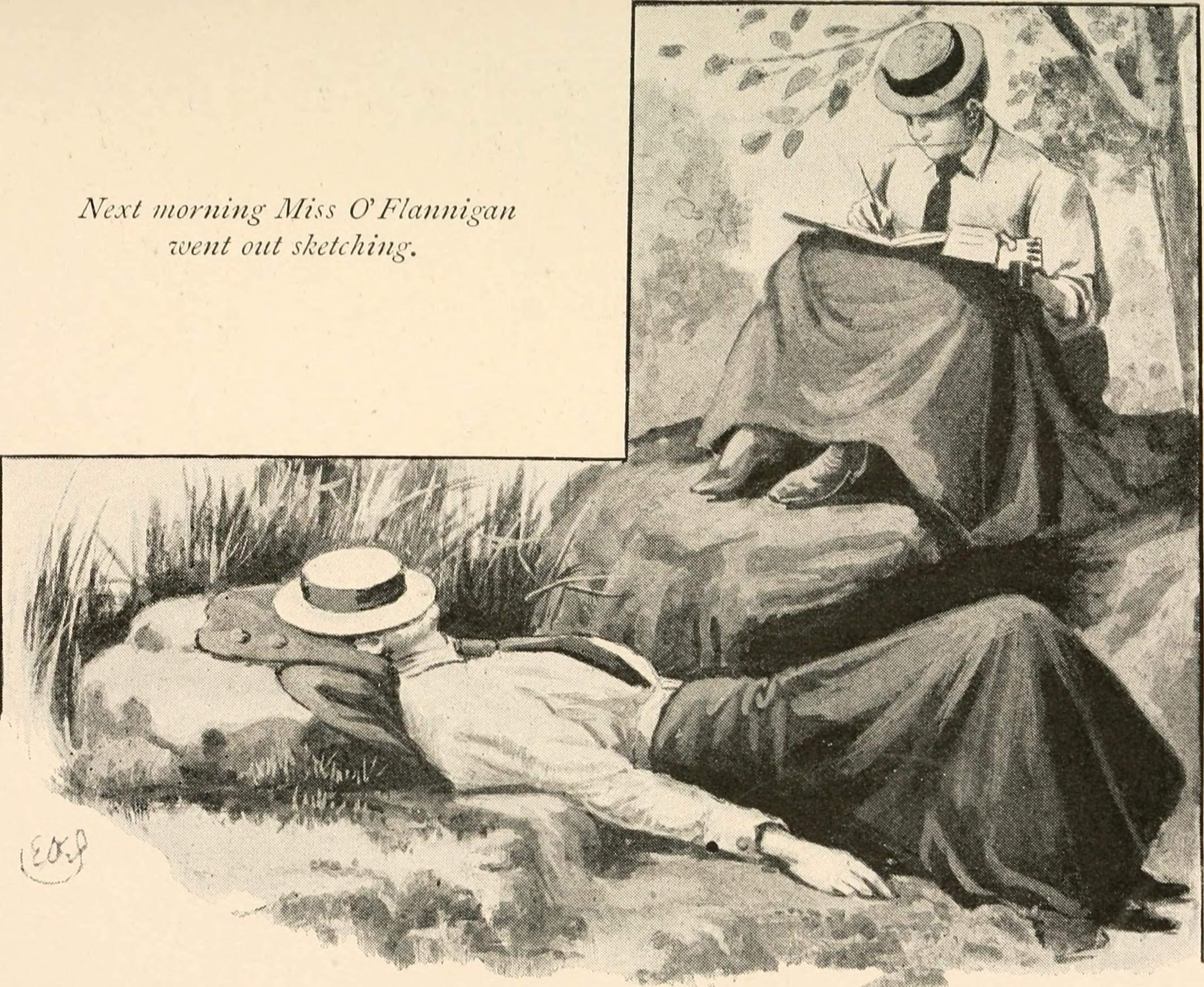
Une illustration de Somerville dans Beggars on horseback; a riding tour in North Wales (1895)

Quand Martin décède en 1915, des suites d'un accident, Somerville continue à publier sous leur double nom. La nature précise de leur relation, romantique ou amicale, a fait l'objet de diverses spéculations par des auteurs ultérieurs,.
Somerville est une sportive accomplie qui, en 1903, devient maître du West Carbery Foxhounds. Elle est également active dans le mouvement des suffragettes, correspondant avec Ethel Smyth. Elle se remet du choc de la mort de Violet à Londres lorsque l'Insurrection de Pâques de 1916 éclate. Le 9 mai, elle  écrit une lettre au Times, accusant le gouvernement britannique de la situation en Irlande. Après les événements, elle tend vers le nationalisme, et en tant que musicienne, se spécialise dans les airs irlandais et les chansons nationalistes. 
Elle expose ses peintures à Dublin et à Londres entre 1920 et 1938 et illustre des livres d'images sportives et des livres d'images pour enfants. En 1936, son frère Henry Boyle Townsend Somerville, un vice-amiral à la retraite de la Royal Navy, est tué par l'IRA au domicile familial de Castletownshend. 
Elle décède à Castletownshend en octobre 1949, à l'âge de 91 ans, et est enterrée aux côtés de Violet Florence Martin à Saint Barrahane, Castletownsend. Les deux femmes ont laissé des milliers de lettres et 116 volumes de journaux intimes, détaillant leur vie, pour la plupart encore inédits, dont la majorité est archivée à Castletownsend et à la bibliothèque du Trinity College.

### Romans de "Somerville and Ross"
- Un cousin irlandais (1889)
- Vignoble de Naboth (1891)
- Au pays des vignes (1893)
- À travers le Connemara dans une charrette de gouvernante (1893)
- La vraie Charlotte (1894)
- Mendiants à cheval (1895)
- Le renard argenté (1897)
- Quelques expériences d'un RM irlandais (1899)
- La chasse le jour de Patrick (1902)
- Tout sur la côte irlandaise (1903)
- Certains hiers irlandais (1906)
- Expériences supplémentaires d'un RM irlandais (1908)
- Dan Russell le renard (1911)
- Au pays de M. Knox (1915)

### Romans solo
- Mémoires irlandaises (1917)
- Mount Music (1919)
- La grande maison d'Inver (1925)
- Les États à travers le regard irlandais (1930)
- Un Irlandais incorruptible (1932)
- Le sourire et la larme (1933)
- Le doux cri des chiens (1936)
- La jeunesse de Sarah (1938)
- Maria et quelques autres chiens (1949)